# 日本写真作家協会
一般社団法人日本写真作家協会（にほんしゃしんさっかきょうかい、Japan Photographers Association）は、日本の写真団体。
プロの写真家はもちろん、注目すべき活動を行っているアマチュア写真家の他、写真の研究者、評論家、写真学校等の教育者、写真集や雑誌グラビア編集者などで構成されている。また、写真に関する企業も賛助会員として参加する。略称＝「JPA」。文芸美術国民健康保険組合や日本写真著作権協会に加入している。

## 沿革
- 1989年9月25日に創立総会を開催[1]。
- 1990年1月27日、第1回JPAゼミナール開催[2]。
- 1991年、文化庁芸術インターンシップ研修員、同派遣芸術家在外研修員推薦団体の指定を受けた[1]。

## 主な事業
- 写真展……協会展、公募展、「マーガレット・バーク＝ホワイト回顧展」等の特別展
- 研究支援・研修……フォーラム（研究発表会、講演会等）、ゼミナール（講演会）、海外芸術家招へい研修制度による外国人研修員の研修
- 写真集、会報
- 一般向け研究会・教室……ワークショップ、写真教室

## 注
1. 1 2  JPAについて日本写真作家協会サイト内
2. ↑  日本写真作家協会事業